# Alpioniscus metohicus
Alpioniscus metohicus là một loài chân đều trong họ Trichoniscidae. Loài này được Pljakic miêu tả khoa học năm 1971.